# Orangebröstad fruktätare
Orangebröstad fruktätare (Pipreola jucunda) är en fågel i familjen kotingor inom ordningen tättingar.

## Utbredning och systematik
Fågeln förekommer i västra Andernas västsluttning i Colombia och västra Ecuador. Den behandlas som monotypisk, det vill säga att den inte delas in i några underarter.

## Status
Trots det begränsade utbredningsområdet och att den tros minska i antal anses beståndet vara livskraftigt av internationella naturvårdsunionen IUCN.